# Velika regularna loža Jugoslavije
Velika regularna loža Jugoslavije je prostozidarska velika loža v Jugoslaviji, ki je bila ustanovljena 9. junija 1919.
Združevala je 6 lož, ki so imele skupaj 270 članov.